# サウンドプロセッサー
サウンドプロセッサーは、1983年から1985年までアール・エフ・ラジオ日本の平日の夜の時間帯で放送されていたラジオ番組。
通称は「サンプロ」。

## 概要
『電撃わいどウルトラ放送局』の終了後、夜ワイド番組の無かった1年間のブランクを置いてアール・エフ・ラジオ日本に1年ぶりに設けられた夜ワイド枠でスタート。『電撃わいど - 』とは違いパーソナリティは固定した形で、当時ラジオ日本の番組『全英トップ20』に出演していた大貫憲章、今泉恵子の2人を起用した。
番組のタイトルは「ワードプロセッサ」から借用。
エンディングテーマとして、大滝詠一の曲『夢で逢えたら』が放送されていた（金曜日のみ、ストリングスバージョン）。

## パーソナリティ
- 大貫憲章[3]
- 今泉恵子[3]

## 放送時間
- 月曜日 - 金曜日 22:00 - 23:35（1983年4月4日 - 1983年10月7日）
- 月曜日 - 金曜日 22:00 - 23:45（1983年10月10日 - 1984年7月27日）
- 月曜日 - 金曜日 22:00 - 23:40（1983年7月30日 - 1985年4月5日）
- 月曜日 - 木曜日 22:00 - 23:45／金曜日 22:00 - 23:30（1985年4月8日 - 1985年10月4日）
- 月曜日 - 木曜日 22:00 - 24:00／金曜日 22:00 - 23:30（1985年10月7日 - 1985年11月1日）

## タイムテーブル

### 1983年
- 22:00 - オープニング
- 22:05 - 京急ミュージックトレイン
- 22:20 - ユー&アイドル
アイドルゲストコーナー。
- 22:30 - サンプロ郵便局
リスナーからのはがき、手紙、リクエストカード紹介。はがき、手紙の面白さによっては点数を付けてポイントスタンプをリスナーに返送し、そのポイントの多い人には賞品が出ていた。
- 22:45 - クイズdeヒット!
まず新曲を紹介し、その曲や歌手にまつわるクイズを出題。正解者の中から毎週5名に1万円が贈られていた[4]。
- 22:48 - ヤング・タウン・ガイド
- 22:50 - サンプロ郵便局
- 23:00 - ニュース
- 23:02 - カウントダウン・アメリカ
1983年1月からアメリカの全520局で始まったヒットチャート番組を輸入して放送。なお、この番組は全米228局のラジオ局のヒットチャートを集計しているラジオ業界雑誌『ラジオ&レコード』でのチャートを元に制作されていた。
- 23:20 - ペアペアアニメージュ
- 23:30 - サンプロ電話局

### 1984年
- 22:00 - オープニング
- 22:05 - 京急ミュージックトレイン
- 22:20 - サンプロ出版局
- 22:30 - サンプロ郵便局
- 22:45 - クイズdeヒット!
- 22:48 - ポップス情報局
- 22:50 - サンプロ郵便局
- 23:00 - 読売新聞ニュース
- 23:02 - カウントダウン・アメリカ
- 23:20 - ペアペアアニメージュ
- 23:30 - サンプロ郵便局

### その他のコーナー
- デイリー・アニメーション
アニメの話題が中心のコーナー。月曜：アニメ界の話題、火曜：有名になりたい人大集合、水曜：アニメファンが明るく生きるための講座、などの曜日ごとの企画で放送されていた。
- ピコピコラジオ
マイコン、テクノポップなど、メカニックな話題を集めたコーナー[5]。
- スター対談
アイドルやスター同士の対談企画[5]。